# Nota cambiata
Nota cambiata (Italiaans voor veranderde noot), heeft een aantal verschillende en verwante betekenissen in de muziek. Over het algemeen verwijst het naar een patroon in een homofone of polyfone (en meestal contrapuntische) setting van een melodie waarbij een muzieknoot wordt overgeslagen (meestal met een interval van een terts) in één richting (omhoog of omlaag in toonhoogte), gevolgd door de noot die wordt overgeslagen naar, en vervolgens door beweging in de tegenovergestelde richting, en waarbij de overgeslagen noot wordt onderscheiden als een dissonantie of de noot waarnaar wordt overgeslagen wordt onderscheiden als een niet-harmonische of niet-akkoordtoon. Met betrekking tot muziekpedagogische activiteiten en streng contrapunt verwijst het naar een meer specifieke reeks patronen.
De cambiata wordt in het Engels ook changing note (veranderende noot) genoemd, hoewel de letterlijke betekenis van het Italiaans veranderde noot is. Het moet niet worden verward met veranderende tonen, die terugkeren naar de oorspronkelijke noot. De terminologie die in andere talen wordt gebruikt (Duits: Wechselnote, Frans: note de rechange) hebben allemaal betrekking op de concepten van "verandering" of "uitwisseling".

## Bij streng contrapunt
Bij streng contrapunt kan de dissonante cambiata een idioom worden genoemd, in die zin dat het als een acceptabel patroon wordt beschouwd, ook al overtreedt het een regel, in dit geval die van het overslaan van een dissonantie. De dissonantie in de dissonante cambiata wordt benaderd door een dalende stap en treedt op op een zwakke helft of kwart van de tel. De sprong van de dissonantie moet een dalende terts zijn naar een consonantie. Deze consonantie moet worden gevolgd door een aantal oplopende stappen. Dit betekent dat er slechts drie mogelijke essentiële dissonante cambiatas zijn in de derde hoofdvorm: twee boven de cantus firmus, met verticale intervallen 8-7-5-6 (Voorbeeld 1) en 6-b5-3-4 (Voorbeeld 2); en één onder de CF, met 3-4-6-5 (Vb.3).
| Voorbeeld 1 Playⓘ | Voorbeeld 2 Playⓘ | Voorbeeld 3 Playⓘ |

De consonante cambiata wordt niet als een idioom beschouwd zoals de dissonante versie, aangezien het op zichzelf geen regels van streng contrapunt overtreedt. Er zijn twee consonante cambiatas in de derde hoofdvorm: één boven de CF, met 6-5-3-4; en één hieronder, met 5-6-8-7. Terwijl bij het omgaan met streng contrapunt de dissonante cambiata vaak eenvoudigweg cambiata wordt genoemd, wordt de consonante cambiata zelden cambiata genoemd.
De geïnverteerde cambiata is een cambiata waarbij de melodische beweging van de contrapunctus is omgekeerd; waar de dissonante cambiata een terts naar beneden springt, heeft de omgekeerde cambiata een terts omhoog, enz. Er zijn zowel dissonante als consonante geïnverteerde cambiatas. Er zijn drie dissonante omgekeerde cambiatas in de derde hoofdvorm: één boven de CF, met 3-4-6-5; en twee hieronder, met 8-7-5-6 en 6-b5-3-4. Er zijn twee consonante omgekeerde cambiatas in de derde hoofdvorm: één boven de CF, met 5-6-8-7; en één hieronder, met 6-5-3-4.
Bij de vijfde hoofdvorm hoeven cambiatas niet te bestaan uit kwartnootlijnen die worden toegevoegd aan cantus firmi van hele noten, zoals in deze voorbeelden, wat alleen een vereiste is voor de derde hoofdvorm, maar die veel verschillende ritmische vormen kan aannemen. Ritmisch gezien is het alleen essentieel dat de dissonantie die wordt overgeslagen zich in een zwakke positie bevindt, zonder rekening te houden met eventuele andere regels die van toepassing kunnen zijn. Dit betekent verder dat de cambiatas niet hetzelfde patroon van verticale intervallen hoeven te hebben als de cambiatas in de derde soort. Voorbeeld 4 toont een dissonante cambiata in de vijfde hoofdvorm.
| Voorbeeld 4 Playⓘ</img> |

## Buiten streng contrapunt
Buiten het strenge contrapunt varieert wat als cambiata wordt beschouwd. Wat gemeen heeft, is dat een noot in de ene richting wordt overgeslagen en dit wordt gevolgd door beweging in de tegenovergestelde richting, en de overgeslagen noot wordt onderscheiden als een dissonantie, of de overgeslagen noot wordt onderscheiden als een niet-akkoordtoon. Dit betekent dat drie aspecten van cambiata bij streng contrapunt: dat de noot die wordt overgeslagen moet worden voorafgegaan door een stap, dat de sprong een derde is, en dat de noot waarnaar wordt overgeslagen moet worden gevolgd door een stap in de tegenovergestelde richting van de sprong – niet noodzakelijkerwijs allemaal waar zijn voor alle patronen die als cambiatas worden beschouwd. Bijvoorbeeld een patroon in tweestemmig contrapunt, vergelijkbaar met de dissonante of dissonante omgekeerde cambiata in streng contrapunt, maar dat alleen niet de dissonantie volgt waarnaar wordt overgeslagen met een stap in de tegenovergestelde richting, maar eerder met een sprong in de tegenovergestelde richting, wordt nog steeds een cambiata genoemd. Dit wordt getoond in Voorbeeld 5, uit Francisco Guerrero's Ex. 16-15.
Voorbeeld 6 toont een cambiata op * als een niet-harmonische toon waarnaar wordt overgeslagen, in plaats van als een dissonantie waar vanaf daar wordt overgeslagen. Het wordt benaderd door een sprong in de ene richting en stapsgewijs verlaten in de tegenovergestelde richting. Hetzelfde patroon komt voor bij (*), en ook dit kan als een cambiata worden beschouwd, maar misschien niet als het akkoord als een majeur septiem wordt beschouwd in plaats van als een drieklank. De noot zou dus niet niet-harmonisch zijn.
| Voorbeeld 5 Playⓘ | Voorbeeld 6 Playⓘ |